# Prolyonetia cockerelli
Prolyonetia cockerelli är en fjärilsart som beskrevs av Kusnetzo 1941. Prolyonetia cockerelli ingår i släktet Prolyonetia och familjen rullvingemalar. Inga underarter finns listade i Catalogue of Life.